# Discovery Travel & Living
A Discovery Travel & Living a Discovery Communications életmód-csatornája, melyet elsősorban a női nézők ízléséhez alakítottak. A csatorna műsorait a kreativitás jellemzi. Magyarországon A csatorna hangja  Bán Judit volt .
A 2009 májusában megújult csatorna külsejével, új logójával, szemléletmódjával és kínálatával próbál megfelelni főleg a női nézőknek.
Az Európában, a Közel-keleten és Ázsiában több mint 17 millió háztartásban elérhető csatorna egy modern nő hétköznapjait próbálja bemutatni. Műsorai az egészség, a család, a karrier, a kapcsolatok, a baráti kör, a divat és a tágan értelmezett szabadidő köré épülnek, és olyan kérdésekkel foglalkoznak, mint a személyes megjelenés alakítása, az esküvői előkészületek, a helyes gyermeknevelés, a főzés, a lakáskultúra és a dekoráció.
A csatorna 2012. április 30-án megszűnt, helyét a legtöbb kábelszolgáltatónál a TLC nevű, szintén nőknek szóló és szintén a Discovery csatornacsaládhoz tartozó csatorna vette át, azonban Litvániában még ezen a néven sugároz.

## Műsorai
A Discovery Travel & Living Magyarországon 2000 óta volt jelen. Napi 24 órában sugárzott. Legnépszerűbb sorozatai a Mondj igent a ruhára, a Jon, Kate és 8 gyerek, az Anthony Bourdain – fenntartások nélkül, a Házépítők, és a Nevelőnő voltak.

## Korábbi és későbbi nevek
A csatorna neve indulásakor még Discovery Travel & Adventure volt, ebből lett később a Discovery Travel & Living. Később, a csatorna megszűnése után a helyét átvevő TLC műsorkínálata igen hasonló lett.

## Fordítás
- Ez a szócikk részben vagy egészben  a   Discovery Travel & Living című angol Wikipédia-szócikk fordításán alapul.  Az eredeti cikk szerkesztőit annak laptörténete sorolja fel. Ez a jelzés csupán a megfogalmazás eredetét és a szerzői jogokat jelzi, nem szolgál a cikkben szereplő információk forrásmegjelöléseként.
- Ez a szócikk részben vagy egészben  a   Discovery Travel & Living Europe című angol Wikipédia-szócikk fordításán alapul.  Az eredeti cikk szerkesztőit annak laptörténete sorolja fel. Ez a jelzés csupán a megfogalmazás eredetét és a szerzői jogokat jelzi, nem szolgál a cikkben szereplő információk forrásmegjelöléseként.